# Belvedere Langhe
Belvedere Langhe ist eine Gemeinde in der italienischen Provinz Cuneo (CN), Region Piemont. 

## Lage und Einwohner
Belvedere Langhe liegt rund 50 km nordöstlich von der Provinzhauptstadt Cuneo in der Weinregion Langhe. Das Gemeindegebiet umfasst eine Fläche von 4 km² und hat 346 Einwohner (Stand 31. Dezember 2023). Zur Gemeinde zählt auch die Fraktion (Frazioni) Piangarumbo.
Die Nachbargemeinden sind Bonvicino, Clavesana, Dogliani, Farigliano und Murazzano.

## Geschichte

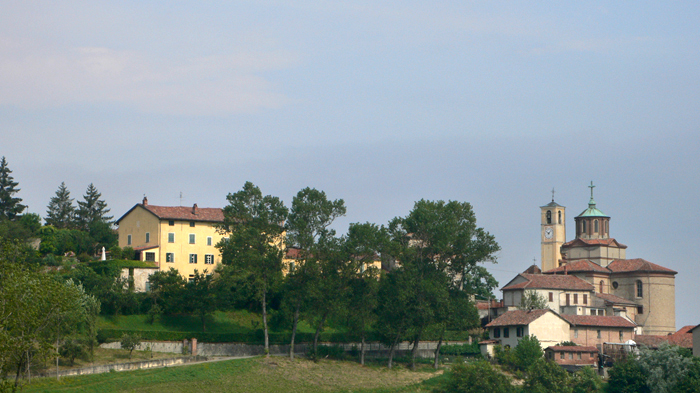
Panorama

Die ersten Dokumente, die Hinweise auf diesen Ort geben, stammen aus dem Jahr 1162, sie deuteten es mit dem Ausdruck de bellovidere an, der 1197 zu Belveer wurde. Das weist eindeutig auf die Lage des Dorfes hin. Die Stadt war ein Lehen der Saluzzo, der Vacca und nach dem 15. Jahrhundert der Ferraris, der Demagistris, der Saraceno und der Cordero. Auf einem kleinen Hügel in der Nähe des Friedhofs, Castellazzo genannt, brachten einige Ausgrabungen Mauerfundamente und einige Skelette ans Tageslicht.
Das Schloss Belvedere war ein Wach- und Wehrturm aus dem 14. Jahrhundert. Von der Burg sind nach ihrer Zerstörung durch die Franzosen während der Kriege des 17. Jahrhunderts nur noch wenige Ruinen übrig.
Nach 1815, mit dem Wiener Kongress, geriet Belvedere erneut unter die Herrschaft der Savoyer (Königreich Sardinien) und wurde nach der Vereinigung von 1861 eine italienische Gemeinde. Am Ende des Zweiten Weltkriegs kam es in der Gegend der Langhe zu Zusammenstößen zwischen faschistischen Nazi-Truppen und Partisanen: Einige versteckten sich in den Häusern der Belvedere-Bewohner.

## Sehenswürdigkeiten
Aus historischer Sicht ist die Kirche San Sebastiano interessant, in der in der Osterzeit die traditionelle Brotsegnung stattfindet.

## Weinbau
In Belvedere Langhe werden Reben für den Dolcetto di Dogliani, einen Rotwein mit DOC Status angebaut. Die Beeren der Rebsorten Spätburgunder und/oder Chardonnay dürfen zum Schaumwein Alta Langa verarbeitet werden.